# Arnold Hauser
Arnold Hauser (Temesvár, 8 de maio de 1892 — Budapeste, 29 de janeiro de 1978) foi um escritor e historiador da arte de origem húngara.
Estudou história da arte e literatura nas universidades de Budapeste, Viena, Berlin e Paris, e foi discípulo de Henri Bergson, que o influenciou profundamente. Em Budapeste fez parte do Círculo Dominical de Budapeste, que incluía o filósofo György Lukács, o sociólogo Karl Mannheim, o escritor Béla Balázs e os compositores Béla Bartók e Zoltán Kodály. Por sua influência, Mannheim, que de início duvidara da utilidade da Sociologia no estudo do pensamento, logo se convenceu.
A sua obra mais célebre é o livro História Social da Arte e da Cultura (1951), que lhe tomou dez anos de trabalho e provocou acesa polêmica quando de sua publicação por causa de sua orientação ideológica de esquerda, quando esta tendência estava excluída do ambiente da crítica de arte. Nas décadas de 60 e 70, contudo, a orientação marxista na crítica conheceu grande florescimento no mundo acadêmico e se tornou quase uma moda, mas com o colapso da União Soviética perdeu seu atrativo e desde então o prestígio de seu estudo pioneiro tem declinado.

## Obras
- História Social da Arte e da Cultura (1951) Tradução de  Berta Mendes, António de Sousa e Alberto Candeias (1954-1955, 2 volumes, 2.ª ed., Lisboa, Jornal do Foro)[1]